# Иоанн VIII Ксифилин
Патриа́рх Иоа́нн VIII Ксифили́н (греч. Πατριάρχης Ιωάννης Η΄ Ξιφιλίνος; 1006, Трапезунд — 2 августа 1075, Константинополь) — Патриарх Константинопольский (1066—1075), видный византийский юрист и литератор XI века.

## Биография
Иоанн дружил с философом и историком Михаилом Пселлом, и по рекомендации своего друга был приближен ко двору императора Константина IX Мономаха.
Благодаря своим глубоким познаниям в юриспруденции, продвинулся при дворе Константина IX Мономаха: был судьёй столичного ипподрома и экзактором, позже номофилаксом — главой юридической школы Константинопольского университета.
Лишённый милости императора в 1050 году, он ушёл в монастырь Олимп в Вифинии.
В 1064 году после смерти Константина Лихуда, его друга, он сменил его на посту патриарха Константинополя.
Будучи патриархом, активно вмешивался в государственные дела и защищал права Церкви от притязаний императоров.
Пытался сблизиться с армянами, которым, как и Византии, угрожало турецкое вторжение.
Патриарху принадлежат два синодальных определения об обручении; обручение этими определениями было признано равным браку по духовному значению. В 1070 году им была издана грамота, запрещавшая священникам выступать на суде в качестве защитников. Однако Иоанн Ксифилин был более известен своими юридическими трудами, нежели богословскими работами.
Племянник Иоанна по поручению императора Михаила Дуки (1071—1073) составил извлечение из римской истории Диона Кассия, из которого сохранились книги XXXV — LXXX. Проповеди Иоанна издал С. F. Matthäi, «Xiphilini Joannis et Basilii Magni aliquot orationes» (M. 1775).